# Bebertal
Bebertal ist ein Ortsteil der Einheitsgemeinde Hohe Börde im Landkreis Börde in Sachsen-Anhalt.

## Geografie

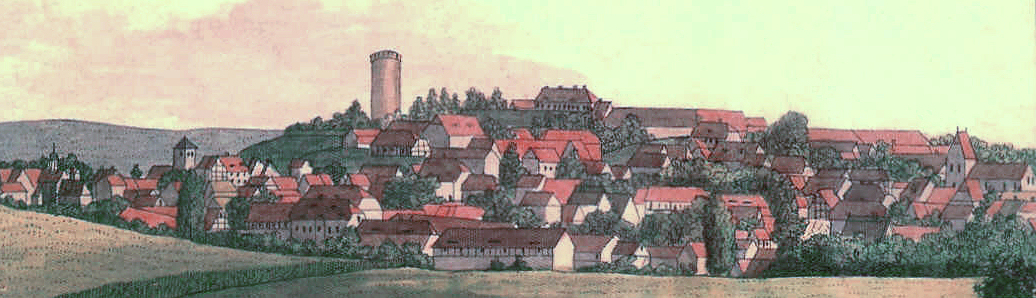
Markt und Dorf Alvensleben, Lithografie von Eyraud bei Behrends (1826)

Bebertal liegt etwa sechs Kilometer südwestlich von Haldensleben.
Als Ortsteile der bis 2010 selbständigen Gemeinde Bebertal waren ausgewiesen:
- Bebertal I (früher Alvensleben)
- Bebertal II (früher Dönstedt)
- Kuhlager

Gemäß dem aktuellen Flächennutzungsplan der Gemeinde Hohe Börde ist die Ortschaft Bebertal in die Ortsteile Alvensleben und Dönstedt gegliedert.
Außerdem existieren noch die Wohnplätze Eiche und Hüsig.

## Geschichte

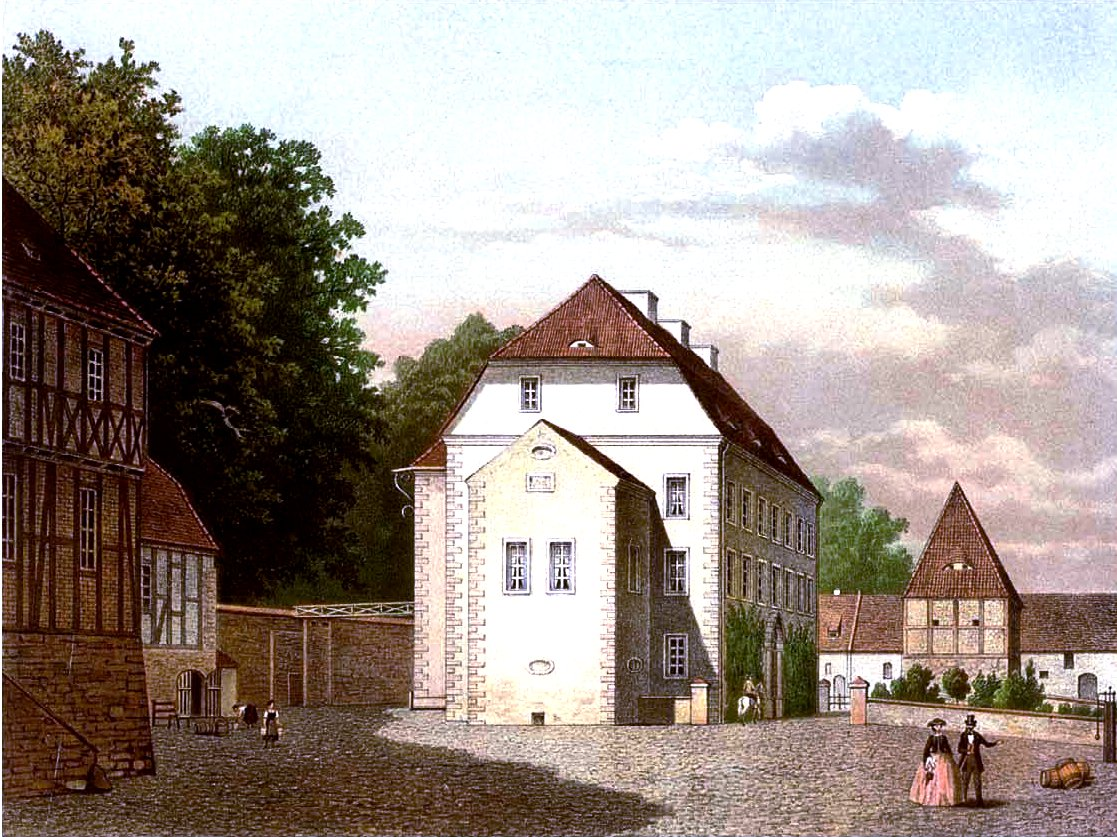
Gut Dönstedt um 1860, Sammlung Alexander Duncker

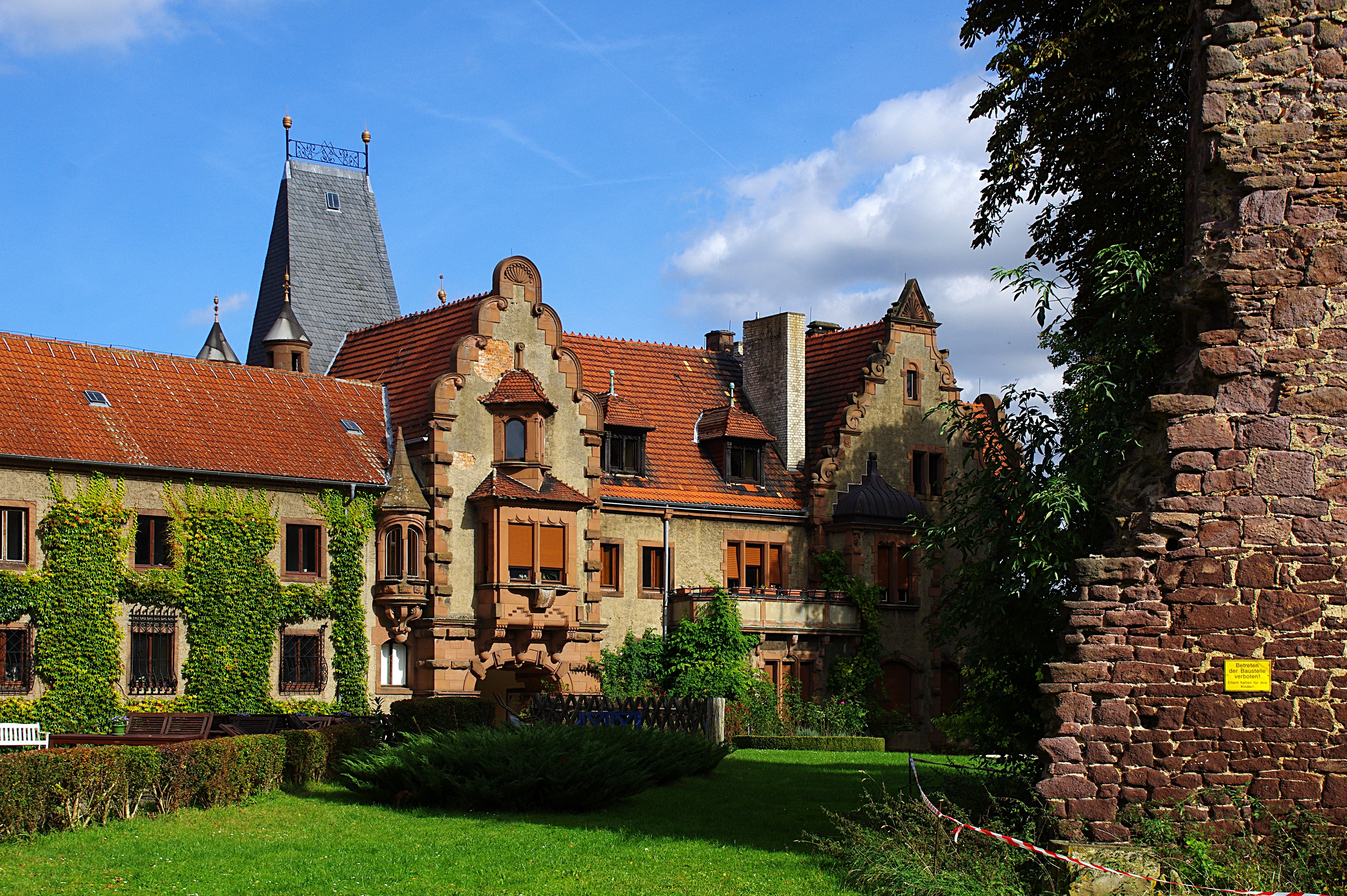
Burg Veltheimsburg

Die Gemeinde Bebertal ist am 1. Juli 1950 durch den Zusammenschluss der Gemeinden Alvensleben und Dönstedt entstanden. Bereits am 30. September 1928 erfolgte eine Zusammenlegung vom Gutsbezirk Alvensleben mit den Landgemeinden Dorf Alvensleben und Markt Alvensleben und Teilen der Gutsbezirke Bischofswald-Forst und Veltheimsburg (die heute den Burgenkomplex bilden) zu einer Landgemeinde Alvensleben. Gleichzeitig wurde der Gutsbezirk Dönstedt mit der Landgemeinde Dönstedt vereinigt.
Das Gebiet der heutigen Gemeinde Bebertal war schon sehr früh besiedelt, wie insgesamt 43 nachgewiesene Großsteingräber zeigen. Das größte und bekannteste ist das Königsgrab in der Nähe des Forsthauses Eiche. Auf bronzezeitliche Spuren weist das Depot von Bebertal.
Der Name des Ortes Dönstedt findet sich erstmals in einer Urkunde König Ottos I. aus dem Jahre 961. Im Mittelalter gehörte die Burg den Schencken von Dönstedt und Flechtingen.
Die erste, allerdings ungesicherte urkundliche Erwähnung von Alvensleben erfolgte 964 in einem Vermögensverzeichnis des Klosters Gernrode. Die Geschichte von Alvensleben ist eng mit der Burg Alvensleben verbunden und mit den auf ihr ansässigen bischöflichen Ministerialen von Alvensleben sowie den von Berwinkel und ab 1439 den von Veltheim.
Am 1. Januar 2010 schlossen sich die bis dahin selbstständigen Gemeinden Bebertal, Ackendorf, Eichenbarleben, Groß Santersleben, Hermsdorf, Hohenwarsleben, Irxleben, Niederndodeleben, Nordgermersleben, Ochtmersleben, Schackensleben und Wellen zur neuen Gemeinde Hohe Börde zusammen.

## Politik
Für den Ortsteil Bebertal wurde eine Ortschaftsverfassung eingeführt. Der Ortschaftsrat von Bebertal besteht aus sieben Mitgliedern.

### Wappen und Flagge
Das Wappen wurde am 30. Januar 1996 durch das Regierungspräsidium Magdeburg genehmigt. Es wurde von der Magdeburger Heraldikerin Erika Fiedler gestaltet.
Blasonierung: „Geteilt von Rot und Gold; oben ein goldener Balken begleitet von drei (2:1) silbernen Rosen mit goldenen Butzen und Kelchblättern, unten ein roter Lindenzweig.“
Die Schildteilung Rot über Gold (die von Alvenslebenschen Farben) symbolisiert die zwei Ortsteile Alvensleben und Dönstedt. Der obere Teil entstand durch Übernahme der zwei roten Balken im goldenen Feld, belegt mit 2:1 silbernen Rosen mit goldenen Butzen und Kelchblättern, aus dem Wappen des Hauses von Alvensleben. Im unteren Teil findet sich in Gold ein roter Lindenzweig als Symbol für den Ortsteil Dönstedt, der zu Zeiten seiner Eigenständigkeit eine Linde im Gemeindesiegel führte. Nach Behrends handelte es sich dabei um „... die alte Linde auf dem Kirchberg,“ die den Einwohnern als Ort für Versammlungen und Festlichkeiten diente.
Die Farben von Bebertal sind Rot–Gelb.
Die Flagge des Ortes ist rot-gelb gestreift mit dem aufgelegten Wappen.

## Sehenswürdigkeiten
- Burg Alvensleben oder Veltheimsburg
- Marktkirche oder Pfarrkirche Bebertal I in Markt Alvensleben
- Dorfkirche Bebertal I; ehemalige Gutskirche in Dorf Alvensleben
- Friedhofskapelle Bebertal I; ehemalige Taufkirche in Dorf Alvensleben, wahrscheinlich aus dem frühen Mittelalter
- Dorfkirche Bebertal II in Dönstedt

## Wirtschaft und Infrastruktur

### Verkehrsanbindung
An Bebertal vorbei aus Haldensleben in Richtung Eilsleben die Bundesstraße 245, die an die Bundesautobahn 2 (Anschlussstelle Eilsleben) anschließt. Zur Bundesstraße 1, die Magdeburg mit Berlin verbindet, sind es in südlicher Richtung etwa 4 km.
Bebertal lag am Abzweig der Bahnstrecke Haldensleben–Weferlingen.

## Persönlichkeiten

### Söhne und Töchter des Ortes
- Joachim Friedrich Haltmeier (1668–1720), deutscher Jurist, Kantor, Autor und Komponist
- Friedrich Ludwig Kühne (1751–1828), deutscher Politiker
- Karl August Döring (1783–1844), evangelischer Theologe und Kirchenlieddichter
- Edmund Louis Eduard Wodick  (1816–1886), Maler und Graphiker
- Wilhelm Julius von Koerber (1826–1914), preußischer Offizier
- Reinhard Münchmeyer (1868–nach 1924), evangelischer Geistlicher und Politiker (DVP)

### Personen, die mit dem Ort in Verbindung stehen
- Friedrich von Alvensleben (urk. 1301–1312), letzter Meister des Templerordens in Alemanien und Slawien
- Joachim I. von Alvensleben (1514–1588), Gelehrter und Reformator
- Anton von Randow (1566–1616 in Alvensleben), Amtshauptmann